# 菲尔德派
菲尔德派（英語：Fieldites）是美国和加拿大历史上的一个小型的左翼政治组织，得名于其领导人B·J·菲尔德。1934年，它从美国共产主义联盟分裂出来。最初，它的正式名称是争取革命工人党组织委员会；后来，改名为争取革命工人党联盟。该组织在美国的成员很少，但它在加拿大更为成功。它曾加入国际革命马克思主义中心。它大约在1940年末解散。